# Daniele Callegarin

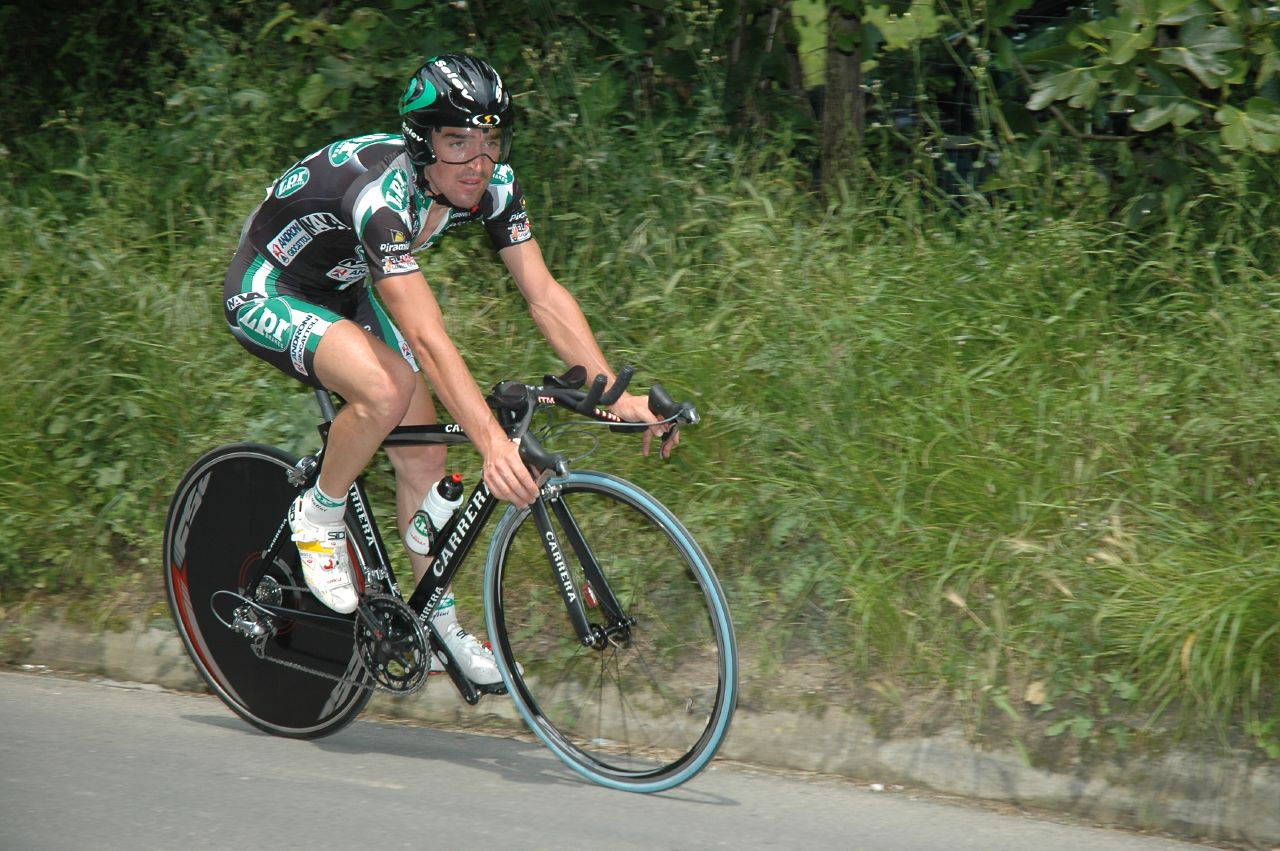
Daniele Callegarin bei der Euskal Bizikleta 2007

Daniele Callegarin (* 21. September 1982 in Cuggiono) ist ein ehemaliger italienischer Straßenradrennfahrer.
Daniele Callegarin begann seine Karriere 2006 bei dem italienischen Professional Continental Team Androni Giocattoli-3C Casalinghi. Im nächsten Jahr fuhr er für das Team L.P.R. und seit 2008 fährt er für das serbische Continental Team Centri della Calzatura. In seinem zweiten Jahr dort konnte Callegarin den Gran Premio Industria & Artigianato-Larciano für sich entscheiden.
Bei der USA Pro Cycling Challenge 2011 stürzte Callegarin schwer, brach sich beide Hände, erlitt eine Gehirnerschütterung und Kieferverletzungen.
Ende der Saison 2012 gab er sein Karriereende bekannt.

## Erfolge
2009
- Gran Premio Industria & Artigianato-Larciano
- eine Etappe Szlakiem Grodòw Piastowskich

## Teams
- 2006 3C Casalinghi Jet-Androni Giocattoli
- 2007 Team LPR
- 2008 Centri della Calzatura-Partizan (ab 1. Juni)
- 2009 Centri della Calzatura
- 2010 CDC-Cavaliere
- 2011 Team Type 1-Sanofi
- 2012 Team Type 1-Sanofi